# 太田和 (横須賀市)
太田和（おおたわ）は、神奈川県横須賀市の地名。現行行政地名は太田和一丁目から太田和五丁目。住居表示は、一丁目〜三丁目が実施済、四丁目〜五丁目が未実施区域。

## 地理
横須賀市の南西部にある西地区に属している。

### 河川
- 太田和川

### 地価
住宅地の地価は、2023年（令和5年）1月1日の公示地価によれば、太田和1-39-13の地点で6万5000円/m2となっている。

## 世帯数と人口
2023年（令和5年）4月1日現在（横須賀市発表）の世帯数と人口は以下の通りである。
| 丁目         | 世帯数    | 人口    |
| ------------ | --------- | ------- |
| 太田和一丁目 | 927世帯   | 2,018人 |
| 太田和二丁目 | 629世帯   | 1,241人 |
| 太田和三丁目 | 78世帯    | 169人   |
| 太田和四丁目 | 112世帯   | 195人   |
| 太田和五丁目 | 183世帯   | 308人   |
| 計           | 1,929世帯 | 3,931人 |

### 人口の変遷
国勢調査による人口の推移。
| 年                 | 人口  |
| ------------------ | ----- |
| 1995年（平成7年）  | 4,265 |
| 2000年（平成12年） | 4,697 |
| 2005年（平成17年） | 5,006 |
| 2010年（平成22年） | 4,844 |
| 2015年（平成27年） | 4,621 |
| 2020年（令和2年）  | 4,327 |

### 世帯数の変遷
国勢調査による世帯数の推移。
| 年                 | 世帯数 |
| ------------------ | ------ |
| 1995年（平成7年）  | 1,348  |
| 2000年（平成12年） | 1,459  |
| 2005年（平成17年） | 1,622  |
| 2010年（平成22年） | 1,629  |
| 2015年（平成27年） | 1,585  |
| 2020年（令和2年）  | 1,590  |

## 学区
市立小・中学校に通う場合、学区は以下の通りとなる（2022年3月時点）。
| 丁目         | 番・番地等                  | 小学校               | 中学校               |
| ------------ | --------------------------- | -------------------- | -------------------- |
| 太田和一丁目 | 16〜28番                    | 横須賀市立武山小学校 | 横須賀市立武山中学校 |
| 太田和一丁目 | 上記以外                    | 横須賀市立荻野小学校 | 横須賀市立武山中学校 |
| 太田和二丁目 | 全域                        | 横須賀市立荻野小学校 | 横須賀市立武山中学校 |
| 太田和三丁目 | 697〜747番地 1165〜1217番地 | 横須賀市立荻野小学校 | 横須賀市立武山中学校 |
| 太田和三丁目 | 上記以外                    | 横須賀市立武山小学校 | 横須賀市立武山中学校 |
| 太田和四丁目 | 全域                        | 横須賀市立荻野小学校 | 横須賀市立武山中学校 |
| 太田和五丁目 | 全域                        | 横須賀市立武山小学校 | 横須賀市立武山中学校 |

## 事業所
2021年（令和3年）現在の経済センサス調査による事業所数と従業員数は以下の通りである。
| 丁目         | 事業所数  | 従業員数 |
| ------------ | --------- | -------- |
| 太田和一丁目 | 55事業所  | 202人    |
| 太田和二丁目 | 30事業所  | 311人    |
| 太田和三丁目 | 11事業所  | 169人    |
| 太田和四丁目 | 13事業所  | 115人    |
| 太田和五丁目 | 19事業所  | 512人    |
| 計           | 128事業所 | 1,309人  |

### 事業者数の変遷
経済センサスによる事業所数の推移。
| 年                 | 事業者数 |
| ------------------ | -------- |
| 2016年（平成28年） | 130      |
| 2021年（令和3年）  | 128      |

### 従業員数の変遷
経済センサスによる従業員数の推移。
| 年                 | 従業員数 |
| ------------------ | -------- |
| 2016年（平成28年） | 1,267    |
| 2021年（令和3年）  | 1,309    |

## 交通
- 国道134号
- 三浦縦貫道路
  - みうら縦貫PA

## 施設
- 横須賀市立武山小学校
- 太田和つつじの丘

## その他

### 日本郵便
- 郵便番号 : 238-0311[2]（集配局 : 長井郵便局[15]）。